# 1991年の日本シリーズ
1991年の日本シリーズ（1991ねんのにっぽんシリーズ、1991ねんのにほんシリーズ）は、2年連続パ・リーグを制した森祇晶が率いる西武ライオンズと5年ぶりにセ・リーグを制した山本浩二が率いる広島東洋カープの対決となり、10月に広島市民球場と西武ライオンズ球場で行われた。

## 概要
戦前の西武有利の予想に反し広島が先に3勝2敗とし、あと一歩まで追い詰めたものの、前回1986年の対戦に引き続き、逆転で達成した日本一であった。
勝った西武監督の森祇晶は後に出版した著書で「佐々岡と川口を第5戦と第6戦まで温存していたなら、結果は反対になっていたかもしれない」と述べている。1986年の日本シリーズでMVPとなった工藤公康はこのシリーズでも2勝を挙げ、胴上げ投手となる活躍を見せた。
西武の石毛宏典はのちに最も印象に残った日本シリーズはと問われ、この時のシリーズを挙げている。一塁にヘッドスライディングする野村謙二郎や前田智徳の溌剌としたプレーなど無欲でひたむきなカープの選手の姿に敵ながら感じるところがあり、最終戦を前にしたミーティングで「本来これらのプレーは自分達の持ち味であったはずなのにそのプレーをカープの選手にされてしまっている。今一度我々も原点にもどって戦うべき」と訴えチームを鼓舞したと語っている。
新球場にフランチャイズが移動した2009年までに広島の日本シリーズ出場がなかったため、このシリーズが旧広島市民球場で開催された最後の日本シリーズになった。

## 試合結果
| 日付                                  | 試合   | ビジター球団（先攻） | スコア   | ホーム球団（後攻） | 開催球場           |
| ------------------------------------- | ------ | -------------------- | -------- | ------------------ | ------------------ |
| 10月19日（土）                        | 第1戦  | 広島東洋カープ       | 3 - 11   | 西武ライオンズ     | 西武ライオンズ球場 |
| 10月20日（日）                        | 第2戦  | 広島東洋カープ       | 4 - 2    | 西武ライオンズ     | 西武ライオンズ球場 |
| 10月21日（月）                        | 移動日 | 移動日               | 移動日   | 移動日             | 移動日             |
| 10月22日（火）                        | 第3戦  | 西武ライオンズ       | 1 - 0    | 広島東洋カープ     | 広島市民球場       |
| 10月23日（水）                        | 第4戦  | 西武ライオンズ       | 3 - 7    | 広島東洋カープ     | 広島市民球場       |
| 10月24日（木）                        | 第5戦  | 西武ライオンズ       | 0 - 3    | 広島東洋カープ     | 広島市民球場       |
| 10月25日（金）                        | 移動日 | 移動日               | 移動日   | 移動日             | 移動日             |
| 10月26日（土）                        | 第6戦  | 広島東洋カープ       | 1 - 6    | 西武ライオンズ     | 西武ライオンズ球場 |
| 10月27日（日）                        | 第7戦  | 雨天中止             | 雨天中止 | 雨天中止           | 西武ライオンズ球場 |
| 10月28日（月）                        | 第7戦  | 広島東洋カープ       | 1 - 7    | 西武ライオンズ     | 西武ライオンズ球場 |
| 優勝：西武ライオンズ（2年連続10回目） |        |                      |          |                    |                    |

### 第1戦
|                | 1 | 2 | 3 | 4 | 5 | 6 | 7 | 8 | 9 | R  | H  | E |
| -------------- | - | - | - | - | - | - | - | - | - | -- | -- | - |
| 広島東洋カープ | 0 | 1 | 0 | 0 | 0 | 0 | 0 | 0 | 2 | 3  | 5  | 2 |
| 西武ライオンズ | 3 | 0 | 2 | 6 | 0 | 0 | 0 | 0 | X | 11 | 10 | 1 |

1. 広：佐々岡（2回2/3）、石貫（1回）、紀藤（2回1/3）、川端（1回）、金石（1回）
2. 西：工藤（9回）
3. 勝利：工藤（1勝）
4. 敗戦：佐々岡（1敗）
5. 本塁打
広：アレン1号ソロ（2回・工藤）
西：清原1号2ラン（1回・佐々岡）、デストラーデ1号ソロ（1回・佐々岡）、秋山1号2ラン（3回・佐々岡）、石毛1号満塁（4回・紀藤）
6. 審判
［球審］前川
［塁審］小林毅（一）、牧野（二）、井上（三）
［外審］藤本（左）、岡田功（右）
7. 試合時間：2時間48分

西武は初回、清原和博の本塁打、さらにデストラーデのソロ本塁打で、計3点を挙げる。広島は2回表にアレンのソロ本塁打で1点を奪って2点差に詰めた。しかし西武は3回裏、秋山幸二の2ラン本塁打で、5-1と広島を突き放す。さらに4回裏には石毛宏典の満塁本塁打など打者11人の猛攻で6点を奪った。
西武先発の工藤は3回以降、広島打線に1本の長打も許さず、四球もわずか1つとほぼ完璧に抑え込み、3失点（自責点1）・124球で完投勝利。
公式記録関係（日本野球機構ページ）

### 第2戦
|                | 1 | 2 | 3 | 4 | 5 | 6 | 7 | 8 | 9 | R | H | E |
| -------------- | - | - | - | - | - | - | - | - | - | - | - | - |
| 広島東洋カープ | 1 | 0 | 0 | 0 | 3 | 0 | 0 | 0 | 0 | 4 | 5 | 1 |
| 西武ライオンズ | 0 | 0 | 0 | 2 | 0 | 0 | 0 | 0 | 0 | 2 | 5 | 0 |

1. 広：川口（8回0/3）、大野（1回）
2. 西：郭（4回1/3）、小田（0回2/3）、石井（3回）、潮崎（1回）
3. 勝利：川口（1勝）
4. セーブ：大野（1S）
5. 敗戦：郭（1敗）
6. 本塁打
西：デストラーデ2号2ラン（4回・川口）
7. 審判
［球審］岡田功
［塁審］藤本（一）、小林毅（二）、牧野（三）
［外審］井野（左）、橘（右）
8. 試合時間：3時間11分

広島は初回、野村のヒットと四球で2死一・二塁とチャンスを作り、小早川毅彦のセンターへの二塁打で1点を先制。しかし西武は、4回裏、デストラーデの2ラン本塁打で逆転。
直後の5回表、正田耕三、野村の四球のあと、前田智徳の三塁打、西田真二のヒットで3点を挙げ広島が逆転、郭をKOした。
一方、広島の先発・川口は8回まで投げきる。9回裏、広島は大野豊が抑えとして登板。平野の代打・鈴木康友、秋山に連打を浴びるが、後続を断ち4-2と広島が1勝を挙げた。大野は1セーブ目をマーク。これで広島は1勝1敗のタイに追いついた。また、日本シリーズで初めて指名打者の解除があった（広島の指名打者の長内孝が守備に就いた為）。
西武は1987年第2戦から本シリーズ第1戦まで、日本シリーズ本拠地8連勝を記録していたが、この試合に敗れ本拠地での連勝はストップした。一方、広島はこの勝利が2023年時点で日本シリーズのビジター球場における最後の白星となっている。
公式記録関係（日本野球機構ページ）

### 第3戦
|                | 1 | 2 | 3 | 4 | 5 | 6 | 7 | 8 | 9 | R | H | E |
| -------------- | - | - | - | - | - | - | - | - | - | - | - | - |
| 西武ライオンズ | 0 | 0 | 0 | 0 | 0 | 0 | 0 | 1 | 0 | 1 | 6 | 1 |
| 広島東洋カープ | 0 | 0 | 0 | 0 | 0 | 0 | 0 | 0 | 0 | 0 | 5 | 1 |

1. 西：渡辺久（9回）
2. 広：北別府（7回2/3）、石貫（0回2/3）、金石（0回2/3）
3. 勝利：渡辺久（1勝）
4. 敗戦：北別府（1敗）
5. 本塁打
西：秋山2号ソロ（8回・北別府）
6. 審判
［球審］橘
［塁審］井野（一）、藤本（二）、小林毅（三）
［外審］前川（左）、井上（右）
7. 試合時間：3時間37分

始球式は1994広島アジア大会のマスコットキャラクター・ポッポとクックが務めた。
西武は初回、先頭の辻が二塁打で出塁し、平野が犠打で送って一死三塁と好機を作るが、後続が続かず無得点。対する広島は2回裏、アレンがエラーで出塁すると小早川がヒットで続き、これを山崎隆造が犠打で送って一死二・三塁のチャンスを迎えるが、渡辺久は続く達川光男・北別府を連続三振に仕留めてこれを乗り切る。以降、両打線とも決定打を欠き、ゼロ行進が続く。
8回表、先頭の秋山のソロ本塁打で西武が1点を先制。虎の子の1点を渡辺久が守りきり、被安打5、9奪三振で前年1990年第1戦に続いてシリーズ2試合連続完封勝利（日本シリーズタイ記録）。渡辺久はこれで1986年第6戦からシリーズ通算5連勝で、これも稲尾和久に並ぶシリーズタイ記録だった。対照的に広島の黄金時代を支えたエースながら日本シリーズ未勝利だった北別府は1979年第1戦から通算5連敗となり、これも藤田元司、村山実と並ぶシリーズタイ記録となった。
公式記録関係（日本野球機構ページ）

### 第4戦
|                | 1 | 2 | 3 | 4 | 5 | 6 | 7 | 8 | 9 | R | H  | E |
| -------------- | - | - | - | - | - | - | - | - | - | - | -- | - |
| 西武ライオンズ | 0 | 0 | 0 | 0 | 0 | 0 | 0 | 3 | 0 | 3 | 3  | 1 |
| 広島東洋カープ | 1 | 1 | 0 | 3 | 0 | 0 | 2 | 0 | X | 7 | 12 | 1 |

1. 西：渡辺智（2回0/3）、小田（1回）、潮崎（2回）、鈴木哲（2回）、鹿取（1回）
2. 広：佐々岡（8回）、大野（1回）
3. 勝利：佐々岡（1勝1敗）
4. 敗戦：渡辺智（1敗）
5. 本塁打
広：長内1号ソロ（7回・鈴木哲）
6. 審判
［球審］井上
［塁審］前川（一）、井野（二）、藤本（三）
［外審］岡田功（左）、牧野（右）
7. 試合時間：3時間6分

広島は初回、正田の二塁打、アレンのヒットで1点を先制。2回裏にも野村のタイムリーヒットで追加点をあげると、さらに3回裏も無死一・二塁と攻め立て、渡辺智をKO。この回は西武の2番手・小田真也がピンチをしのいで無得点に抑えたが、広島は4回裏、西武の3番手潮崎哲也から、達川が二塁打で出塁すると、一死後、野村・正田・西田の3連打が飛び出し3点を奪った。7回裏には途中から一塁の守備についていた長内孝が西武の4番手鈴木哲から本塁打を放つなど、2点を追加する。
一方、広島先発の佐々岡は7回まで西武打線を無安打無得点（唯一の出塁は野村の失策）に抑え込む。8回表、石毛・代打森博幸に四球を与え、続く代打鈴木健に安打を許し、あと5アウトのところでノーヒットノーランを逃した。さらに代打の安部理が走者一掃の3点タイムリー二塁打を放ち、ようやく西武が点差を縮める。しかし後続を佐々岡が抑え、9回は大野が締めて試合終了。再び広島が2勝2敗のタイに追いついた。
公式記録関係（日本野球機構ページ）

### 第5戦
|                | 1 | 2 | 3 | 4 | 5 | 6 | 7 | 8 | 9 | R | H | E |
| -------------- | - | - | - | - | - | - | - | - | - | - | - | - |
| 西武ライオンズ | 0 | 0 | 0 | 0 | 0 | 0 | 0 | 0 | 0 | 0 | 6 | 0 |
| 広島東洋カープ | 0 | 0 | 2 | 1 | 0 | 0 | 0 | 0 | X | 3 | 8 | 1 |

1. 西：工藤（7回）、鹿取（1回）
2. 広：川口（8回）、大野（1回）
3. 勝利：川口（2勝）
4. セーブ：大野（2S）
5. 敗戦：工藤（1勝1敗）
6. 本塁打
広：アレン2号2ラン（3回・工藤）
7. 審判
［球審］牧野
［塁審］岡田功（一）、前川（二）、井野（三）
［外審］橘（左）、小林毅（右）
8. 試合時間：2時間51分

3回裏、広島は一死から正田がヒットで出塁し、二死後アレンの2ラン本塁打で2点を先制。4回裏、西山秀二がヒットで出塁、前田が犠打で送り、達川のライト前へのタイムリーヒットで西山が生還し、3点目を追加する。
広島の先発・川口は中3日での登板だったが、西武打線を8回まで無得点に抑え、被安打5、7奪三振と好投。9回、2連投となる大野が登板。2死後石毛に二塁打を許したが、平野を三振に仕留めて3-0でゲームセット。抑えの大野が2セーブ目をマークし、広島が7年ぶりの日本一に王手をかけた。
なおこの試合が広島市民球場で行われた最後の日本シリーズ試合となった。
公式記録関係（日本野球機構ページ）

### 第6戦
|                | 1 | 2 | 3 | 4 | 5 | 6 | 7 | 8 | 9 | R | H  | E |
| -------------- | - | - | - | - | - | - | - | - | - | - | -- | - |
| 広島東洋カープ | 0 | 0 | 0 | 1 | 0 | 0 | 0 | 0 | 0 | 1 | 4  | 0 |
| 西武ライオンズ | 1 | 0 | 0 | 0 | 0 | 5 | 0 | 0 | X | 6 | 12 | 0 |

1. 広：川端（3回）、石貫（1回）、金石（1回2/3）、川口（0回0/3）、紀藤（2回1/3）
2. 西：郭（5回）、石井（4回）
3. 勝利：石井（1勝）
4. 敗戦：金石（1敗）
5. 本塁打
西：秋山3号3ラン（6回・紀藤）
6. 審判
［球審］小林毅
［塁審］橘（一）、岡田功（二）、前川（三）
［外審］井上（左）、藤本（右）
7. 試合時間：3時間3分

初回、西武は辻がヒットで出塁し、二死後清原のタイムリーヒットで1点を先制。4回表、広島はアレンのタイムリーで同点に追いつく。広島は奇襲としてこの年の初先発だった川端順を3回で早々とあきらめ、4回から石貫宏臣、5回から金石昭人と細かい継投。西武も6回から石井丈裕にスイッチ。
試合は6回裏に動いた。西武は金石を攻め、2本のヒットと死球で一死満塁とチャンスを作る。金石は続く辻を打ち取るが、左打者の安部を迎えたところで広島は左の川口を投入。しかし、西武は安部に代えて右打者の代打・鈴木康友を送る。その鈴木康が川口からレフト前に2点タイムリーを放って西武が3-1と勝ち越す。広島は川口をわずか3球であきらめて紀藤真琴をマウンドに送るが、代わったばかりの紀藤から秋山がレフトへ3ラン本塁打を放ち、勝利を大きく引き寄せた。川口起用についてヘッドコーチの大下剛史は「当時は日本シリーズも予告先発制じゃないからね。僕は第7戦で左の川口か右のピッチャーか、相手からすればどっちがくるかわからない作戦を描いていた。ところがあのピンチの場面、山本監督がどうしても川口で行きたがるのよ。僕は「監督、川口は明日でしょう」と返した。しかし、浩二が「行きたい。今日で決着を付ける」と言ってきかない。いくら僕がヘッドでも、最後に決めるのは監督だからね。「あんたがそこまで言うなら、そうしよう」と。確かにあそこが勝負の分岐点だったね。翌年（1992年）の春、西武のキャンプを見に行ったら、森さんから言われたよ。「大下、おまえともあろうものがなんであそこで川口を使うのか」と。それで、いや僕は翌日にとっておきたかったんだけど、監督が“どうしても使いたい”と言うてきかなかった」と正直に答えたら苦笑いしていたね」と述べている。
西武の2番手・石井丈は4イニングをわずか1安打に封じた。最終回も3人で片付け、6-1で西武が勝ち、3勝3敗のタイとなった。
公式記録関係（日本野球機構ページ）

### 第7戦
|                | 1 | 2 | 3 | 4 | 5 | 6 | 7 | 8 | 9 | R | H  | E |
| -------------- | - | - | - | - | - | - | - | - | - | - | -- | - |
| 広島東洋カープ | 0 | 1 | 0 | 0 | 0 | 0 | 0 | 0 | 0 | 1 | 4  | 0 |
| 西武ライオンズ | 0 | 0 | 0 | 0 | 3 | 0 | 4 | 0 | X | 7 | 11 | 0 |

1. 広：佐々岡（4回1/3）、川口（0回2/3）、北別府（1回0/3）、川端（1回）、足立（1回）
2. 西：渡辺久（4回）、工藤（5回）
3. 勝利：工藤（2勝1敗）
4. 敗戦：佐々岡（1勝2敗）
5. 本塁打
西：秋山4号2ラン（7回・川端）
6. 審判
［球審］藤本
［塁審］井上（一）、橘（二）、岡田功（三）
［外審］牧野（左）、井野（右）
7. 試合時間：3時間20分

第7戦は雨天のため1日順延となった。
西武先発の渡辺久は序盤制球が定まらず、2回表、二死一塁から山崎・達川・高信二と3者続けて四死球を与えてしまい、押し出しで広島が1点を先制する。その後西武は5回表から渡辺久に代えて工藤がマウンドに上がり、1番から始まる好打順を三者凡退で抑える。
広島先発の佐々岡を攻めあぐねていた西武だったが、その裏、石毛がヒットで出るとすかさず二盗。続く鈴木健のタイムリーヒットで同点に追いつく。伊東が犠打で送り、平野を迎えたところで広島はこの日も川口をマウンドに送る。しかし川口は平野に逆転のタイムリー二塁打、辻に四球、安部の代打・田辺徳雄にまたもタイムリー二塁打と打ち込まれ、西武が3-1とリードする。
広島は6回から今度は北別府が登板するが、その北別府も7回、伊東・平野・辻に3連続長短打を浴びて2失点。広島は4番手の川端に交代するが、一死後、秋山にこのシリーズ4本目となる2ラン本塁打が飛び出して、西武が7-1と大きくリード。秋山は5年前のシリーズ最終戦の再現となるバック転ホームインを披露したが、直接ホームベースは踏めず、改めて踏み直した。
工藤は6回・8回と得点圏にランナーを許したが、9回まで投げきり、胴上げ投手となった。
2021年現在、ライオンズにとってこのシリーズが本拠地で日本一を決めた最後の年となっている（翌年、2004年、2008年はビジター球場にて）。
公式記録関係（日本野球機構ページ）

## 表彰選手
- 最高殊勲選手賞：秋山幸二（西武）
- 敢闘賞：川口和久（広島）
- 優秀選手賞：工藤公康、渡辺久信（以上、西武）、野村謙二郎（広島）

※この大会で、広島東洋カープが優勝した場合は、球団の資本の関係でマツダから最優秀賞の自動車が贈呈され、トヨタ自動車からは賞金が贈呈される予定だったが、西武優勝であったためトヨタ提供の自動車が贈呈となった。

## テレビ・ラジオ中継
テレビ中継
- 第1戦：10月19日
  - TBSテレビ≪JNN系列≫　
    - 実況：石川顯　解説：張本勲、衣笠祥雄　
    - ゲスト解説：仰木彬（近鉄監督）、野茂英雄（近鉄）
    - レポーター:宮澤隆（西武サイド）、川島宏治（RCC・広島サイド）
    - ＜TBSのみ副音声：生島ヒロシ、ヨネスケ（桂米助） ＞

  - NHK衛星第1テレビ（中継録画）　実況：森中直樹　解説：高田繁、村田兆治
- 第2戦：10月20日
  - テレビ朝日（ANB）≪ANN系列≫　実況：朝岡聡　解説：東尾修　ゲスト解説：仰木彬、広沢克己（ヤクルト）
  - レポーター:田畑祐一（西武サイド）、清永敏裕（HOME・広島サイド）、辻義就（スタンド）
- 第3戦：10月22日
  - TBSテレビ≪JNN系列、制作協力：中国放送（RCC）≫　
    - 実況：松下賢次（TBS）　解説：山本一義、衣笠祥雄（TBS）　ゲスト解説：中西太（MBS）
    - レポーター:寺内優（RCC・広島サイド）、石川顕（TBS・西武サイド）

  - NHK衛星第1テレビ（中継録画）　実況：松本一路　解説：鶴岡一人、鈴木啓示
- 第4戦：10月23日
  - テレビ朝日（ANB）・広島ホームテレビ（HOME）≪ANN系列、共同制作。制作主管：テレビ朝日≫　
    - 実況：石橋幸治　解説：武上四郎　ネット裏球種解説:東尾修　
    - ゲスト解説：仰木彬、野村克也（ヤクルト監督）野茂英雄（近鉄）、古田敦也 （ヤクルト）スタンドリポーター：長島三奈（ANB記者）共同インタビュアー:井村尚嗣（HOME）

  - NHK総合・NHK衛星第1テレビ（中継録画）　
    - 実況：島村俊治　解説：広岡達朗　ゲスト解説：村山実
- 第5戦：10月24日
  - 広島テレビ（HTV）・日本テレビ（NTV）≪NNN系列、共同制作。制作主管：日本テレビ≫　
    - 実況：加藤進　解説：長嶋茂雄[注釈 2]、堀内恒夫、掛布雅之、中畑清　
    - ゲスト解説：田尾安志（阪神を同年引退）、金村義明（近鉄）
    - ベンチリポート：小林誠二（HTV解説者・広島サイド）、高橋直樹（NTV解説者・西武サイド） 共同インタビュアー:長藤光成（HTV）

  - テレビ朝日（ANB）・広島ホームテレビ（HOME）≪ANN系列、共同制作。制作主管：テレビ朝日≫
    - 実況：朝岡聡　解説：若松勉　
    - ゲスト解説：近藤貞雄（日本ハム監督）、野村克也、古田敦也 （ヤクルト）　スタンドリポーター：長島三奈（ANB記者）

  - NHK衛星第1テレビ（中継録画）　
    - 解説：川上哲治、村田兆治
- 第6戦：10月26日
  - フジテレビ≪FNN系列≫　
    - 実況：松倉悦郎　解説：大矢明彦、江本孟紀
    - レポーター:松沼博久（西武サイド）、加藤博一（広島サイド） 共同インタビュアー:陣内誠

  - NHK衛星第1テレビ（中継録画）　実況：佐塚元章　解説：広岡達朗、鈴木啓示
- 第7戦：10月28日
  - テレビ朝日≪ANN系列≫　
    - 実況：太田真一　解説：若松勉、東尾修、武上四郎　ゲスト解説：仰木彬　
    - スタンドリポーター：長島三奈（ANB記者）、辻義就 共同インタビュアー:石橋幸治
    - 放送時間:13:00 - 16:50

  - NHK衛星第1テレビ（中継録画）実況：杉林昇　解説：高田繁、山田久志

※NHKの地上波（総合テレビ・教育テレビ）における中継はこの年が最後となり、翌年からは衛星第1テレビに全面移行した。また、民放同士の並列中継ならびに日本テレビ（系列局含む）制作の平日デーゲームの中継も、今のところこの年の第5戦が最後。
フジテレビの日本シリーズにおける西武主管試合の中継はこの年の第6戦が最後である（2024年現在）。
※第2戦、第4戦、第7戦の模様は、テレビ朝日系列外局（KNB、BSS等）にもネットされた。
ラジオ中継
- 第1戦：10月19日
  - NHKラジオ第1　解説：川上哲治　ゲスト解説：尾花高夫（ヤクルト）
  - TBSラジオ（JRN）　実況：林正浩　解説：有藤道世　ゲスト解説：近藤昭仁
  - 文化放送（NRN）実況：中田秀作　解説：東尾修　ゲスト：小宮悦子
  - ニッポン放送（NRN）　実況：山田透　解説：関根潤三　ゲスト解説：古田敦也
  - NACK5　実況：坂信一郎　ゲスト：安藤秀樹
  - ラジオ日本　実況：牛尾淳（ラジオ関西）
- 第2戦：10月20日
  - NHKラジオ第1　解説：鈴木啓示　ゲスト解説：愛甲猛（ロッテ）
  - TBSラジオ（JRN）　実況：松下賢次　解説：衣笠祥雄　ゲスト解説：近藤昭仁
  - 文化放送（NRN）　解説：豊田泰光　ゲスト：やくみつる
  - ニッポン放送（NRN）　実況：深澤弘　解説：江本孟紀　ゲスト：ビートたけし
  - NACK5　実況：矢野吉彦　ゲスト：高杢禎彦
  - ラジオ日本　実況：早川建二
  - ラジオ大阪　実況：高橋征二
- 第3戦：10月22日
  - NHKラジオ第1　解説：村田兆治　ゲスト解説：石嶺和彦（オリックス）
  - TBSラジオ（独自）　解説：山倉和博　ゲスト解説：近藤昭仁
  - 文化放送（独自）　　解説：若松勉　ゲスト解説：仰木彬
  - ニッポン放送（独自）　実況：胡口和雄　解説：柴田勲　ゲスト解説：斉藤明夫（大洋）、古田敦也　ゲスト：中野浩一
  - 中国放送（自社向け及びJRN）実況：川島宏治
  - 中国放送（NRN向け裏送り）実況：鈴木信宏
  - ラジオ日本　実況：内藤幸位　解説：有本義明
  - NACK5　実況：矢野吉彦
- 第4戦：10月23日
  - NHKラジオ第1　解説：鶴岡一人　ゲスト解説：池田親興（ダイエー）
  - TBSラジオ（独自）　実況：石川顕　解説：山下大輔　ゲスト解説：近藤昭仁
  - 文化放送（独自）　解説：山崎裕之　ゲスト：千葉功
  - ニッポン放送（独自）　実況：深山計　解説：大矢明彦　ゲスト解説：野村克也　ゲスト：若花田、貴花田、中井美穂（CX）
  - 中国放送（自社向け及びNRN）　実況：鈴木信宏
  - 中国放送（JRN向け裏送り）　実況：川島宏治
  - ラジオ日本　実況：早川建二　解説：長池徳士
  - NACK5　実況：矢野吉彦
- 第5戦：10月24日
  - NHKラジオ第1　解説：山田久志　ゲスト解説：星野伸之（オリックス）
  - TBSラジオ（独自）　実況：林正浩　解説：杉下茂　ゲスト解説：近藤昭仁
  - 文化放送（独自）　実況：戸谷真人　解説：松沼雅之　ゲスト解説：松永浩美（オリックス）
  - ニッポン放送（独自）　実況：栗村智　解説：平松政次　ゲスト解説：仰木彬
  - 中国放送（自社向け及びNRN）実況：川島宏治
  - 中国放送（JRN向け裏送り）実況：道盛浩
  - ラジオ日本　実況：内藤幸位　解説：有本義明
  - NACK5　実況：坂信一郎
- 第6戦：10月26日
  - NHKラジオ第1　解説：高田繁　ゲスト解説：高木豊（大洋）
  - TBSラジオ（JRN）　実況：松下賢次　解説：定岡正二　ゲスト解説：近藤昭仁
  - 文化放送（NRN）　実況：中田秀作　解説：豊田泰光　ゲスト解説：田尾安志（阪神）
  - ニッポン放送（NRN）　実況：深澤弘　解説：関根潤三　ゲスト解説：長嶋茂雄
  - NACK5　実況：坂信一郎
  - ラジオ日本　実況：国広正夫（ラジオ関西）
  - ラジオ大阪　実況：内田修
- 第7戦：10月28日
  - NHKラジオ第1　解説：広岡達朗　ゲスト解説：柴田保光（日本ハム）
  - TBSラジオ（JRN） 実況：石川顕　解説：張本勲　ゲスト解説：近藤昭仁
  - 文化放送（自社向け） 実況：戸谷真人　解説：山崎裕之
  - 文化放送（NRN向け裏送り） 実況：菅野誌朗
  - ニッポン放送（NRN）　実況：宮田統樹　解説：関根潤三、土橋正幸
  - ラジオ日本　実況：早川建二　解説：高橋直樹
  - NACK5　実況：矢野吉彦